# 블레이드 러너
《블레이드 러너》(Blade Runner)는 1982년 개봉한 미국의 SF 액션 스릴러 테크노누아르 영화이다. 리들리 스콧 감독의 작품이며, 필립 K. 딕의 1968년 소설 《안드로이드는 전기양을 꿈꾸는가?》(Do Androids Dream of Electric Sheep?)를 원작으로 하였다. 이른바 사이버펑크, 테크 누아르 영화의 시초 격인 작품이다.
1993년 미국 의회도서관에 의해 문화적으로, 역사적으로, 미적으로 중요성을 인정받아 미국 국립영화등기부에 선정, 보존되었다.

## 줄거리
2019년, 미국 로스앤젤레스. 공해가 심해 스모그가 짙고, 산성비가 자주 내린다. 거대한 빌딩으로 가득하지만 인간성이 상실된 도시이다. 지구는 황폐화되었고, 인구의 증가 또한 지구가 감당할 수 있는 한계를 넘어서면서 다른 행성으로의 이주가 이뤄지는 추세다. 타이렐 사는 리플리컨트를 제조하는 회사이다. 이 리플리컨트들은 비록 수명은 짧으나 인간과 똑같은 외형을 지녔고, 사고의 능력도 동일하다. 하지만 노동의 목적으로 인간이 만든 만큼 이들의 생활상은 전혀 다르다. 식민지로 삼은 다른 행성으로 보내서 노동력을 충원하는 것이다.
한편, 리플리컨트 일부 집단이 우주 한 켠에서 반란을 일으키는 사건이 발생한다. 그리고 이들은 지구로 날아와 타이렐 사로 잠입을 시도하나 실패한다. 사건을 수사하는 경찰은 리플리컨트 전문 수사 요원인 블레이드 러너를 호출한다. 전직 블레이드 러너인 릭 데커드는 중대한 사건인 만큼 긴급 호출을 받고 현장에 투입된다. 타이렐 사를 방문한 릭은 회장의 비서인 미모의 여성 레이첼을 만나 호감을 느낀다.
리플리컨트 일당 한 명씩 추적하여 사살해 나가던 릭이 위험에 빠진 순간 레이첼이 나타나 구해 준다. 그리고 둘은 사랑에 빠진다. 리플리컨트 일당 중 프리스와 대장 로이는 타이렐 사의 유전학 박사인 세바스찬을 이용해 드디어 회장 엘든 타이렐을 만나는 데에 성공한다. 이들에게 수명 연장을 기대했던 프리스와 로이는 이것이 불가능하다는 것을 알게 되면서 세바스찬과 타이렐을 사살한다. 그리고 릭은 다시 이들을 뒤쫓는다.

## 출연진
| 배우                   | 등장 인물       | 인물 설명             |
| ---------------------- | --------------- | --------------------- |
| 해리슨 포드            | 릭 데커드       | 블레이드 러너         |
| 숀 영                  | 레이첼          | 타이렐 회장의 비서    |
| 루트거 하우어          | 로이 배티       | 복제 인간 일당 대장   |
| 대릴 해나              | 프리스          | 복제 인간 일당        |
| 브라이언 제임스        | 레온 코왈스키   | 복제 인간 일당        |
| 조애나 캐시디          | 조라            | 복제 인간 일당        |
| 에드워드 제임스 올모스 | 가프            | 경찰                  |
| M. 에밋 월시           | 브라이언트      | 수사 반장             |
| 제임스 홍              | 해니벌 추       | 복제 인간 안구 배급자 |
| 윌리엄 샌더슨          | J. F. 세바스찬  | 유전자 전문가         |
| 조 터켈                | Dr. 엘든 타이렐 | 타이렐 사의 회장      |

## 제작

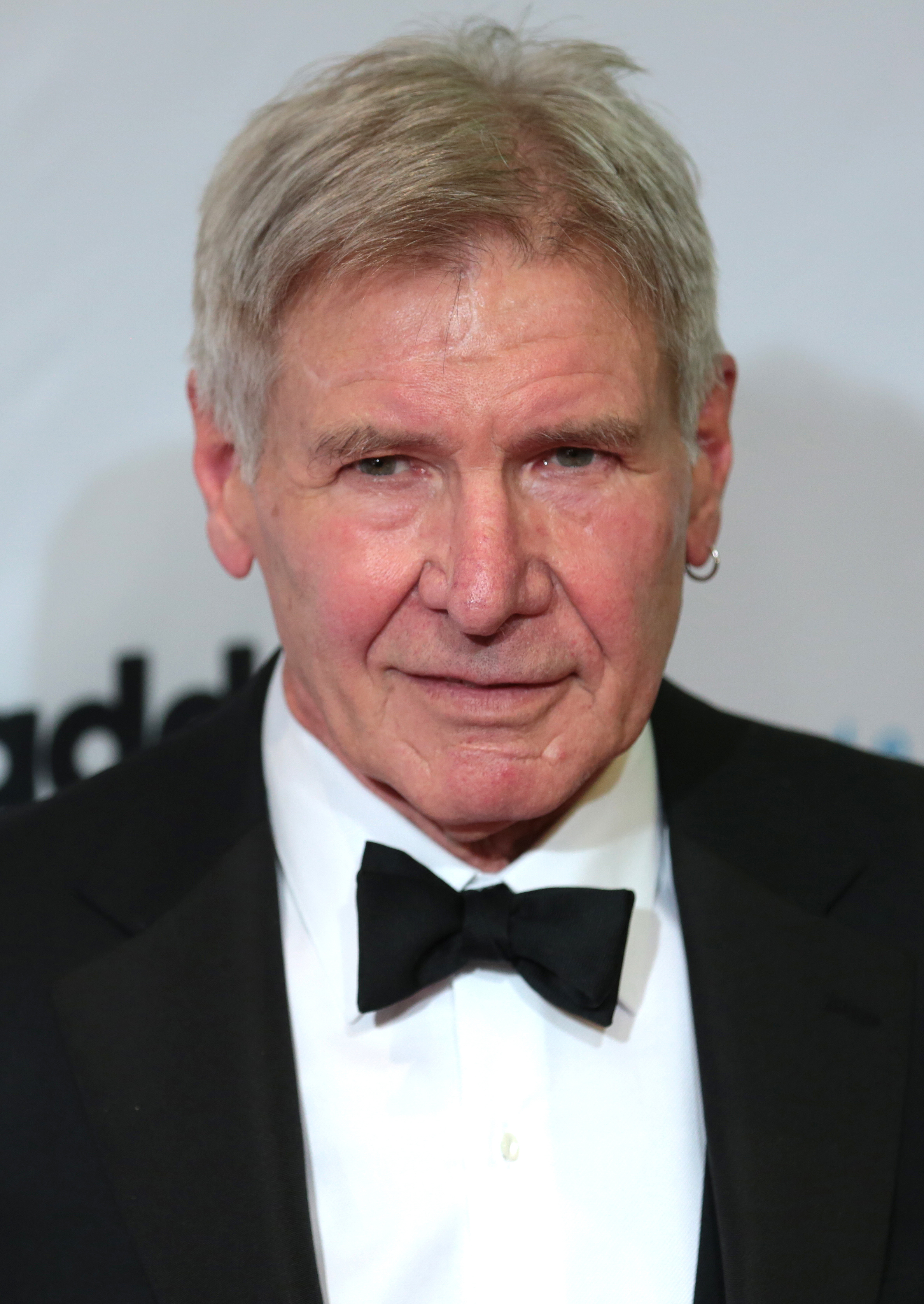
릭 데커드 역을 맡아 연기한 해리슨 포드.

필립 K. 딕의 1968년 소설 《안드로이드는 전기양을 꿈꾸는가?》(Do Androids Dream of Electric Sheep?)를 가장 먼저 영화 각색을 하려 했던 사람은 로버트 자페(Robert Jaffe)였다. 그는 자신이 속해 있는 회사 허브 자페 협력체를 통해 이 소설의 판권을 구입했고, 원작 분위기와는 다르게 코미디 버전으로 각색을 하려고 했다. 이에 원작가 필립 K. 딕은 매우 불쾌해하기도 했다. 여러 사정으로 인해 자페는 각본을 완성하지 못했고, 이 프로젝트는 끝이 났다.
자페의 회사에서 근무하던 각본가 햄튼 팬처는 당시 윌리엄 S. 버로즈의 소설 《네이키드 런치》(Naked Lunch)를 각색하고 싶어 했으나 결국 이루지는 못했고, 대신 《블레이드 러너》 각본 작업을 하게 되었으며, 1978년에 초고를 완성했다. 제작자 마이클 딜리(Michael Deeley)는 이 각본에 매력을 느낀 후 감독 리들리 스콧(Ridley Scott)에게 영화화를 제안했다.

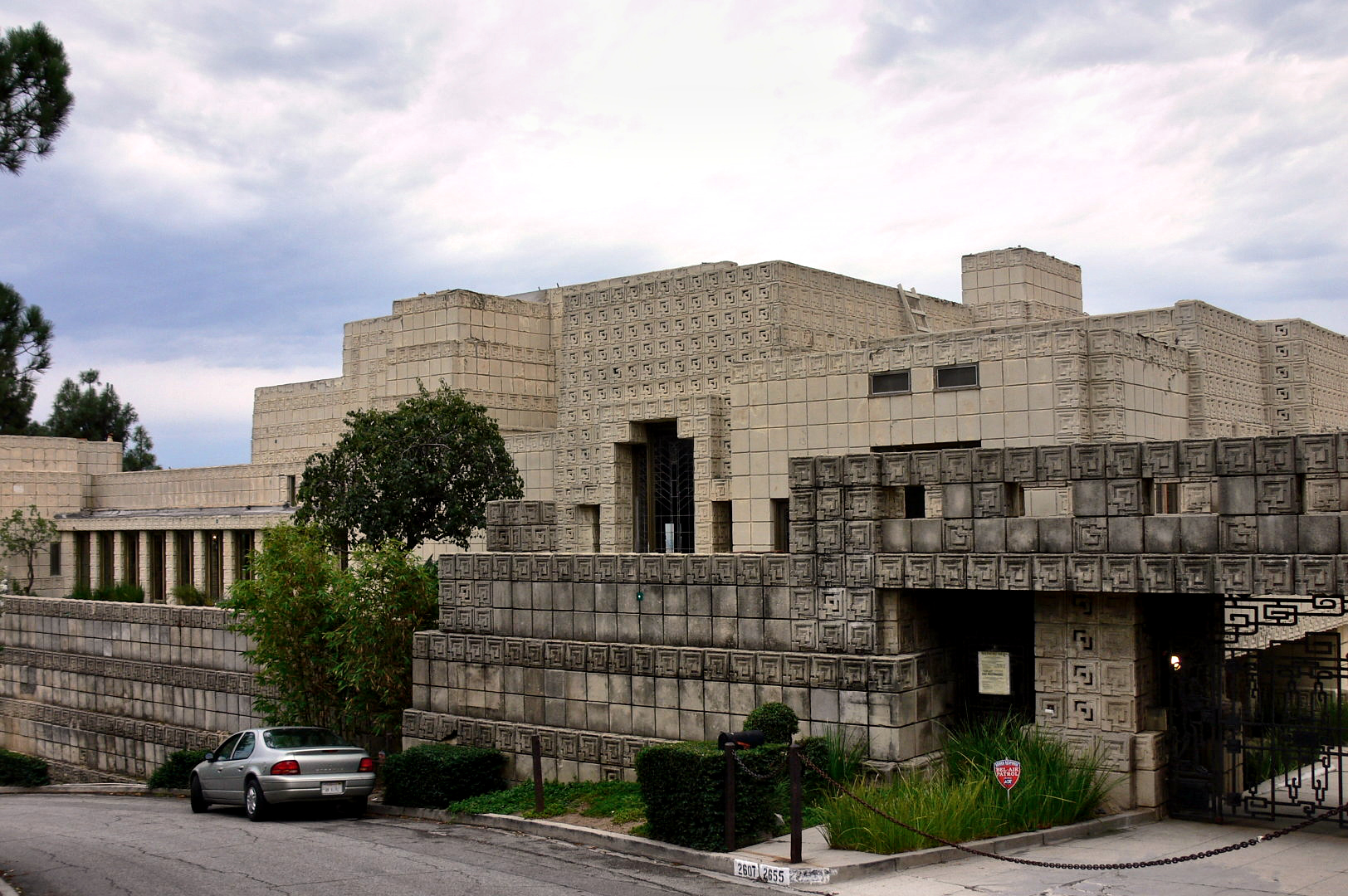
영화 촬영 장소로 쓰였던,
미국, 로스 앤젤레스에 있는,
엔니스 하우스 (Ennis House).

리들리 스콧은 당시 프랭크 허버트의 1965년 과학 소설 《듄》(Dune)의 영화화 작업 중에 있었기 때문에 처음에는 거절을 했다가 1980년에 승낙을 했다. 스콧 감독은 여기서 다시 각본 수정을 원했고, 데이비드 웹 피플스를 고용하여 이 수정 작업을 진행시켰다. 필립 K. 딕은 이 수정된 각본을 다시 보게 되었고, 그땐 만족스러워했다. 더불어 영화가 정식 개봉되기 전 일부 장면을 보기도 했는데, 다행히도 크게 기뻐했다.
스콧 감독은 극의 배경을 묘사한 데에 있어 프리츠 랑(Fritz Lang) 감독의 1927년 영화 《메트로폴리스》(Metropolis), 미국인 화가 에드워드 호퍼의 1942년 그림 《나이트호크》(Nighthawks), 프랑스에 있는 SF 만화 잡지 《메탈 위를랑》 등을 참고하였다. 암울한 미래 도시의 건물과 분위기 등은 여기서 영감을 받은 것이다.
제작진은 주인공 릭 데커드 역에 있어 처음에는 더스틴 호프먼을 염두에 두었다. 그러나 《스타 워즈》를 통해 좋은 인상을 남긴 젊은 신예 배우인 해리슨 포드가 스필버그 감독의 《레이더스》촬영이 끝난 시점과 맞물려 극적으로 캐스팅되었다.
이전에 두 편의 장편 영화를 만든 바 있는 영국인 영화 감독 스콧은 그동안 모두 유럽에서 영화를 만들었다. 바로 전작인 《에일리언》(Alien)은 순수 미국 영화인 것 같지만, 실제론 영국-미국 합작 영화였으며, 촬영 및 제작은 영국에서 진행됐었다. 《블레이드 러너》는 스콧 감독에겐 세 번째 장편 영화이자 두 번째 SF 영화였으며, 할리우드 스튜디오 현지에서 본격적으로 만든 첫 번째 영화이기도 했다. 그러한 점에서 유럽과는 많이 다른 영화 제작 환경에 스콧 감독은 적응하는 데에 어려움을 많이 겪었다. 특히 제작자와의 관계, 예산 문제 등에서 마찰이 심했다. 결국엔 스콧 감독의 의도와는 거리가 있는 판본이 극장에 배급되고 개봉되었다.

### 제작 일화들
- 눈동자가 등장하고 거기에 비춰지는 모습, 삭막해 보이는 대형 건축물들이 화염을 내뿜으며 등장하는 오프닝 장면은 스콧 감독의 고향 근처에 있는 한 화학 공장에서 촬영되었다.

- 극장판의 엔딩 장면에서 릭과 레이첼이 함께 드라이브를 하는 장면은, 스탠리 큐브릭 감독의 1980년 영화 《샤이닝》(The Shining)에서 사용되지 않고 남은 촬영분을 가져다가 삽입한 것이다.

- 다른 영화에서 이미 사용됐었던 여러 촬영 세트와 소품들이 이 영화에서 재활용되었다. 《스타 워즈》에 등장하는 비행 물체인 밀레니엄 팰콘의 미니어처, 《미지와의 조우》(Close Encounters of the Third Kind)의 촬영 세트, 《에일리언》에서 나왔던 컴퓨터 모니터 화면 등이 바로 그것이다.[5][12]

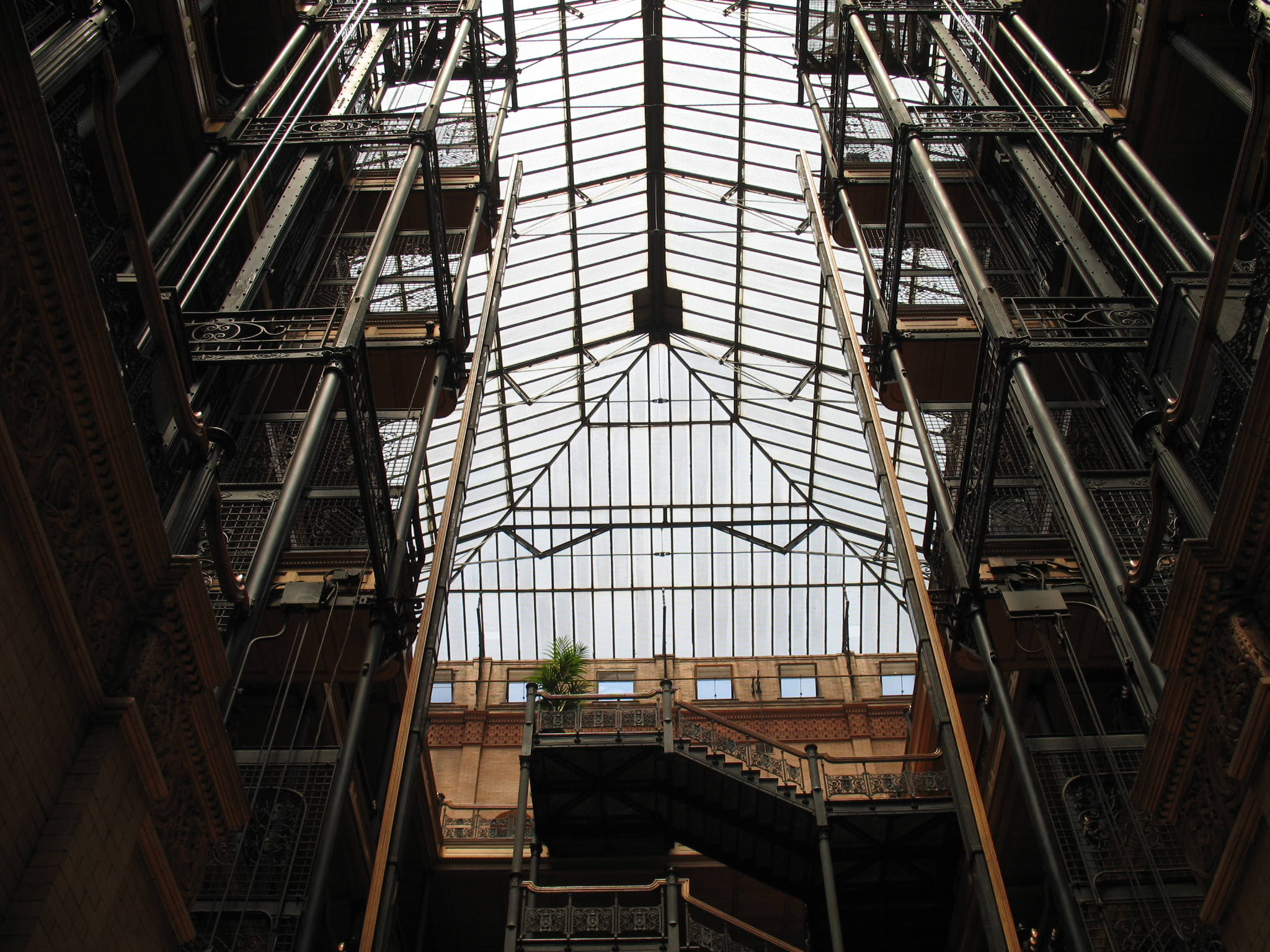
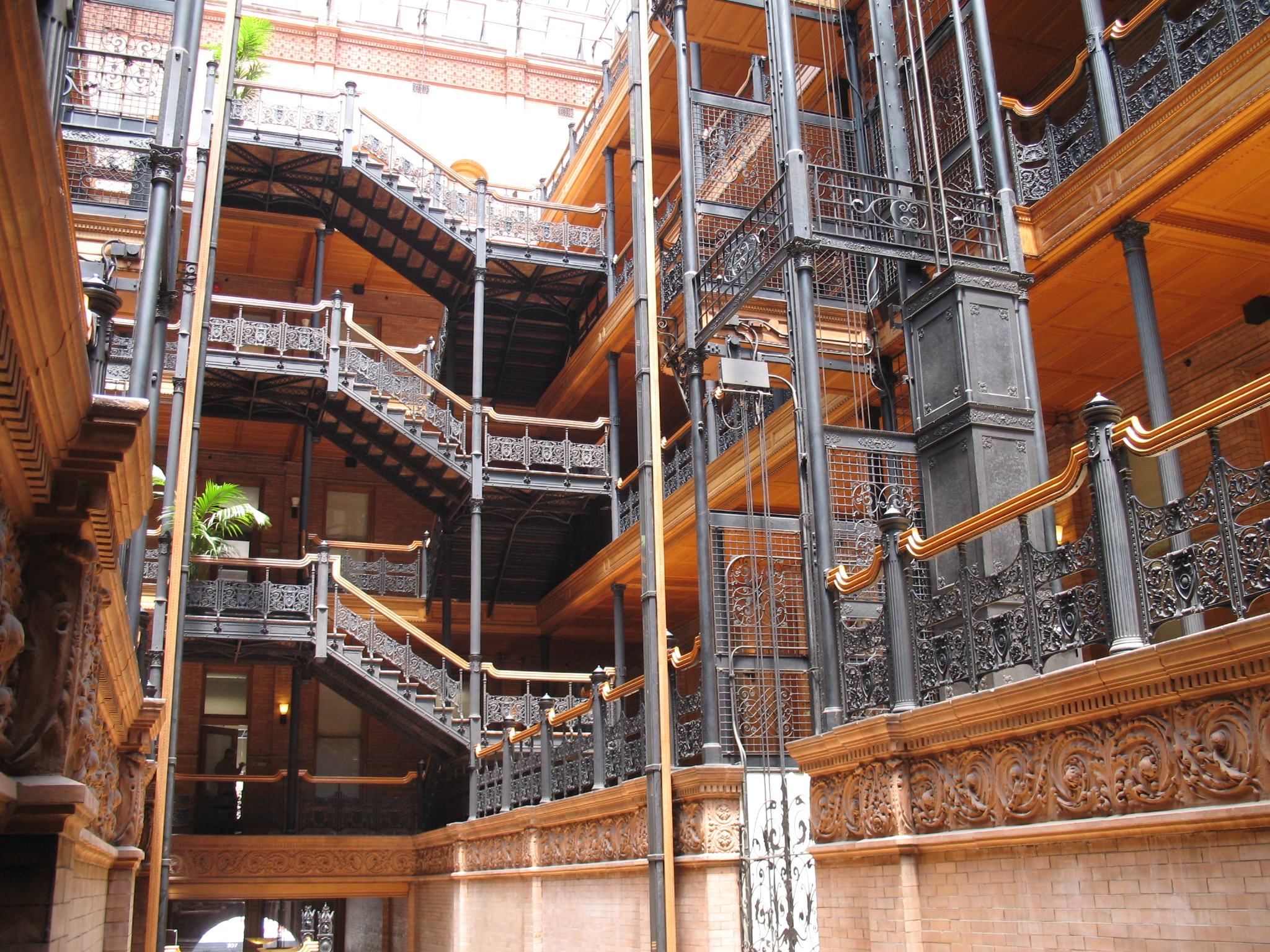
촬영 장소인 브래드베리 (미국 로스앤젤레스)

## 개봉 및 반응
1982년 개봉 당시 평단의 반응은 혹평 일색이었다. 웬만한 혹평이 아닌, 최악의 졸작이라는 평이 상당 부분을 차지할 정도였다. 일반 관객들의 반응 또한 냉담했다. 흥행 성적은 그야말로 참담했다. 같은 해에 개봉하여 세계적으로 큰 명성을 얻은 SF 영화 《E.T. the Extra-Terrestrial》에게 가려져 상대적으로 더 큰 실패로 받아들여졌다.
세월이 흘러 1980년대 후반부터 이 영화의 진가를 뒤늦게 발견한 사람들이 점차 늘어나기 시작했다. 급속히 증가한 팬층으로 인해 이 영화는 컬트 영화로 추앙 받기 시작했다. 개봉 10주년 기념으로 1993년에는 스콧 감독이 본인의 의도대로 편집한 감독판을 공개하였고, 팬들의 반응은 더욱 뜨거워졌다. 평단의 반응 또한 완전히 역전됐다. 당시에 왜 이 영화를 제대로 보지 못했는지에 대한 반성의 분위기로 말미암아 재평가된 이 영화는 걸작이란 칭송을 들으며 찬사를 받기 시작했다. 한편으론 이렇게 파란만장한 운명을 지닌 이 영화를 두고 "저주 받은 걸작"이라는 표현을 쓰기도 했다. 시대를 너무 앞서 갔던 탓에 이렇게 뒤늦게 재평가를 받는 것이라는 의견이 지배적이었다.
비록 1982년 극장 개봉 시엔 흥행에 참패하여 적자였지만, 감독판의 경우 부가 판권 시장에서 성공적이었다. 한 발 더 나아가 팬들은 화질과 음질이 제대로 보강되고, 제작 과정이 상세히 담긴 서플먼트가 수록된 DVD 출시를 간절히 원했고, 역시 여전히 아쉬움이 남았던 스콧 감독은 분실되었다가 가까스로 찾은 촬영본 등을 보강하여 다시 한 번 궁극의 편집본을 완성시켰다. 개봉 25주년을 기념으로 이 판본은 "최종판 (Final Cut)"이란 이름과 함께 각종 영화제를 통해 공개되었고, 곧이어 DVD로 출시되었다. 이에 전 세계 수많은 팬들과 평단은 또 한 번 뜨거운 반응을 보여 주었다.
한국의 경우 1993년 5월 8일에 《서기 2019 블레이드 러너》란 제목으로 감독판이 정식 개봉했다. 그 이전에 1982년 판본은 정식으로 개봉하지 않았었다.

### 다양한 판본
- 2007년 최종판(Final Cut)
- 1992년 감독판(Director's Cut)
- 미국 외 해외 개봉판(International Cut)
- 1982년 미국 극장판(US Theatrical Cut)

### 수상 내역
| 연도 | 주최국 | 주관        | 수상 부문              | 주석   |
| ---- | ------ | ----------- | ---------------------- | ------ |
| 1983 | 영국   | 아카데미 상 | 촬영상, 미술상, 의상상 | [ 24 ] |

### 최고의 영화 선정 리스트
| 연도 | 주최국 | 주관                                           | 선정 내용                                      | 순위      | 주석                        |
| ---- | ------ | ---------------------------------------------- | ---------------------------------------------- | --------- | --------------------------- |
| 2008 | 영국   | 《엠파이어》                                   | 역대 가장 위대한 영화 500선                    | 20위      | [ 25 ]                      |
| 2008 | 미국   | 미국 영화 연구소(AFI)                          | 역대 가장 위대한 SF 영화 10선                  | 6위       | [ 26 ]                      |
| 2007 | 미국   | 미국 영화 연구소(AFI) 재선정                   | 역대 위대한 미국 영화 100선                    | 97위      | [ 27 ] [ 28 ] [ 29 ]        |
| 2006 | 영국   | 《토탈 필름》 독자                             | 역대 가장 위대한 영화 100선                    | 32위      | [ 30 ]                      |
| 2005 | 영국   | 《토탈 필름》 편집위원                         | 역대 가장 위대한 영화 100선                    | 47위      | [ 31 ]                      |
| 2005 | 미국   | 《타임》 평론가                                | 역대 최고의 영화 100선                         | 순위 없음 | [ 32 ] [ 33 ]               |
| 2004 | 영국   | 《가디언》 과학자                              | 최고의 SF 영화 10선                            | 1위       | [ 34 ] [ 35 ] [ 36 ] [ 37 ] |
| 2003 | 영국   | 《죽기 전에 꼭 봐야 할 영화 1001편》           | 《죽기 전에 꼭 봐야 할 영화 1001편》           | 순위 없음 | [ 38 ]                      |
| 2002 | 독일   | 《니콜라우스 슈뢰더의 잊지 못할 명작 영화 50》 | 《니콜라우스 슈뢰더의 잊지 못할 명작 영화 50》 | 순위 없음 | [ 39 ]                      |
| 2002 | 미국   | 온라인 비평가 협회(OFCS)                       | 지난 100년 동안 최고의 SF 영화 100선           | 2위       | [ 40 ]                      |
| 1998 | 한국   | 《한겨레 신문》                                | 영화 100년, 영화 100편                         | 순위 없음 |                             |

## 주제
미래 사회의 암울한 묘사를 통해 전복된 인류의 정체성을 고찰하는 철학을 담았다. LA를 통해 드러나는 미래 도시는 인간성을 이미 상실하였고, 그곳에 들어온 이방인 리플리컨트는 오히려 인간보다 더 인간성을 지닌 존재로도 비춰진다. 그럼에도 불구하고 인간이 더 인간같은 리플리컨트를 제거한다는 설정은 과연 인간의 본질은 무엇인지를 묻는 근원적인 탐구를 나타낸다. 극의 절정 부분, 리플리컨트 일당의 대장인 로이 배티와 블레이드 러너인 릭 데커드의 혈투 끝에 로이가 릭을 구해 주는 장면에서 이런 역전 구도는 더욱 극대화된다.
한편, 인간의 과학 문명 발전의 도착점 중 하나인 인간과 흡사한 인조인간(Android) 제조에 관해 진지한 고민을 드러내기도 한다.
이 영화의 주제 의식을 알레고리로 해석하는 평도 있다. 배척당하는 존재인 리플리컨트는 미국 사회에서의 소수 인종, 민족을 암시한다고 보는 사회학적인 관점이 있기도 하고, 리플리컨트 반란 세력의 대장인 로이를 예수 그리스도로 비유하거나 상징적인 요소들을 찾아내는 식의 종교적인 관점도 있다.

## 특징 및 영향

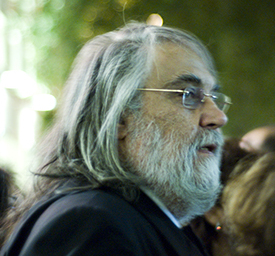
음악 감독 반젤리스.

SF 영화 걸작으로 꼽히는 1968년작 《2001 스페이스 오디세이》(2001: A Space Odyssey)나 1978년작 《스타 워즈》 등이 광활한 우주를 묘사하였다면, 이 영화는 미래 사회의 어두운 도시를 집중적으로 묘사한 데에 선구자적인 업적을 남겼다. 수준 높은 특수 시각 효과는 그야말로 이 계통 영화들에 있어 표본으로 꼽힌다.
스콧 감독은 또한 이 영화의 연출에 고전 필름 누아르(Film-Noir) 스타일을 도입하고자 하였고, 결과적으로 뛰어난 미학적 성과를 남겼다. 이것은 이른바 1970년대부터 대두된 네오 누아르(Neo-Noir)의 줄기를 잇는 것을 넘어, "퓨처 누아르", "테크 누아르"라 불리는 새로운 파생 장르를 개척했다는 평가를 받았다.
더불어 이와 같은 영상미는 이 영화가 지닌 디스토피아, 무거운 철학적 주제 의식과 함께 묶여져 "사이버펑크 (Cyberpunk)"라는 새로운 문화 영역의 토대가 되기도 하였다.
그리스 작곡가 반젤리스의 영화 음악 또한 이 영화의 새로운 흐름 창조에 큰 공헌을 하였다. 미래 사회의 어둡고 건조한 분위기를 나타내는 데에 사용된 현란한 전자 음악은 매우 획기적이고, 독창적인 시도였다.
위와 같은 모든 문화적 요소들이 포함된 "포스트모더니즘"(Postmodernism) 문화의 대표작이라 불리기도 한다.
LA에는 본래 아시아 민족들이 많이 살지만 이 영화를 통해 보여지는 풍경은 심화된 세계화와 맞물려 자본주의의 선두로서 아시아의 세력 확장을 암시하기도 한다. 일본, 중국, 한국 등의 언어, 음식, 광고 등이 바로 그것이다. 더불어 다국적, 무국적 세계관을 표현함으로써 혼란스러운 정체성에 관한 주제 의식을 뒷받침한다.

## 논란
1982년 극장 개봉판을 본 대다수의 관객들은 당연히 주인공 릭 데커드는 인간이라고 생각해 왔다. 하지만 일부 팬들로부터 제기된 릭의 정체 의혹은 점차 커져 팬덤의 핵심 논제가 되기도 했다. 더욱 이 논란을 증폭시킨 계기가 있었는데, 바로 1992년에 나온 감독판이었다. 여기서 일부 장면들이 바뀜으로써 릭은 사실 리플리컨트였다라는 주장에 힘이 실리게 되었다. 감독판에서 대놓고 릭의 정체를 알려 준 것은 아니지만 릭의 정체에 대한 암시가 좀 더 나오는 장면 때문이었다. 2000년대 들어서 스콧은 언론을 통해 "릭은 리플리컨트가 맞다"라고 논란의 종지부를 찍는 발언을 했다. 하지만 주연 해리슨 포드는 여기에 또 반박을 하며 "릭은 인간이다"라고 말을 하기도 했다.

## 한국판 성우진 (MBC, 1989년 1월 7일)
- 박일 - 릭 데커드 (해리슨 포드)
- 정희선 - 레이첼 (숀 영)
- 권혁수 - 로이 베티 (루트거 하우어)
- 김기현 - 브라이언트 (M. 에밋 월시)
- 황일청 - 엘든 타이렐 (조 터켈)
- 최병학
- 한영숙
- 기경옥
- 이윤연

## 같이 보기
| - 스캐너 다클리 (2006년작) - 아이, 로봇 (2004년작) - 페이첵 (2003년작) - 이퀼리브리엄 (2002년작) - 마이너리티 리포트 (2002년작) - 임포스터 (2001년작) - 에이 아이 (2001년작) - 매트릭스 (1999년작) - 다크 시티 (1998년작) | - 12 몽키즈 (1995년작) - 공각기동대 (1995년작) - 토탈 리콜 (1990년작) - 아키라 (1988년작) - 브라질 (1985년작) - 터미네이터 (1984년작) - 시계태엽 오렌지 (1971년작) - 메트로폴리스 (1927년작) - 구룡성채 - 하시마섬 |

## 참고

### 읽을거리
- Brooker, Will. (2005-06-20). 《The Blade Runner Experience: The Legacy of A Science Fiction Classic》. Wallflower Press. (Paperback). 총 240쪽. ISBN 978-1-904764-30-4. (영어)
- Bukatman, Scott. (1997-08-01). 《Blade Runner (BFI Modern Classics)》. 영국판 British Film Institute. (Paperback). 총 96쪽. ISBN 978-0-85170-623-8. (영어)
- Kerman, Judith B. (1991). 《Retrofitting Blade Runner: Issues in Ridley Scott's "Blade Runner" and Philip K. Dick's "Do Android's Dream of Electric Sheep?"》. Bowling Green State University Popular Press. (Paperback). 총 340쪽. ISBN 978-0-87972-510-5. (영어)